# Wild Child
A Wild Child Enya ír dalszerző és énekesnő második kislemeze A Day without Rain című albumáról. A CD kislemez csak Németországban, Japánban és Koreában volt kapható, az Egyesült Királyságban pedig kazettán jelent meg. A dal a Calmi Couri Appassionati című japán film betétdala volt (2001).

## Változatok
A kislemez különböző kiadásai.
CD maxi kislemez (Németország, Japán, Korea)
1. Wild Child – 3:33
2. Midnight Blue – 2:04
3. Song of the Sandman (Lullaby) – 3:40

Kazetta (Egyesült Királyság)
1. Wild Child (Radio Edit) – 3:33
2. Isobella

CD kislemez (promó)
1. Wild Child (Remix – Vocal Up Version) – 3:33

## Helyezések
| Slágerlista                          | Legmagasabb helyezés |
| ------------------------------------ | -------------------- |
| USA Billboard Hot Adult Contemporary | 12                   |